# Луганский троллейбус
Луганский троллейбус (укр. Луганський тролейбус) — бывшая троллейбусная система в городе Луганск Луганской области Украины, работавшая с 1962 по 2022 год.
На январь 2022 года, работал один маршрут (52), с выпуском 2—4 машины.
19 июля 2022 года троллейбусное движение прекращено, контактная сеть демонтирована. Луганск стал первым областным центром Украины, полностью лишившимся общественного электротранспорта (не считая Ужгорода, где его никогда не было).

## История
Троллейбусное движение в Луганске было открыто 25 января 1962 года двумя троллейбусами МТБ-82 и одним ЗИУ-5 по маршруту № 1 «Квартал Шевченко (Дом Обороны) — Дворец Спорта» по улицам 50-летия СССР и Советской. Пробный рейс состоялся 16 января 1962 года.
В ноябре 1962 года линия продлена от Дворца Спорта до ул. Чапаева (Артёмовский микрорайон), маршрут № 1: «Дом обороны — ул. Чапаева».
10 января 1964 года введена новая линия по Советской ул. от ул. 50-летия СССР до Городка тепловозостроительного завода (ул. Гудованцева), пущен маршрут № 2 «ул. Гудованцева — ул. Чапаева».
Летом 1964 года перед маршрутом троллейбуса появилась цифра «5».
29 декабря 1964 года введена новая линия от ул. Гудованцева по ул. Ломоносова до квартала «Молодёжный», маршрут № 52 «квартал „Молодёжный“ — ул. Чапаева».

### Маршруты на 1 января 1965 года
- 51 Дом обороны — ул. Чапаева
- 52 квартал «Молодёжный» — ул. Чапаева

В декабре 1965 года введена новая линия от ул. Чапаева до квартала Гаевого, маршруты № 51 и № 52 продлены.
1 апреля 1966 года пущен маршрут № 53 «квартал „Молодёжный“ — Дом обороны»
22 мая 1966 года продлена линия от квартала «Молодёжный» улицами Ватутина, Карпинского и Будённого до квартала Гагарина (Дружба), продлены маршруты № 52 и № 53.
В 1966 году окончено строительство депо на 50 мест в районе Дома обороны (современный Автовокзал).
17 июля 1970 года продлена линия от квартала Гагарина (Дружба) улицей Будённого до квартала 50-летия Октября, продлены маршруты № 52 и № 53.
6 ноября 1974 года введена новая линия от улицы Будённого по ул. Карпинского до квартала Комарова, пущен маршрут № 54 «квартал Комарова — квартал Гаевого».

### Маршруты на 1 января 1975 года
- 51 Дом обороны — квартал Гаевого
- 52 квартал 50-летия Октября — квартал Гаевого
- 53 квартал 50-летия Октября — Дом обороны
- 54 квартал Комарова — Спорткомплекс «Динамо»

В 1976 году введена короткая линия от Дома обороны до Автовокзала. В мае 1985 года в связи с установлением обелиска на пл. Победы эту линию пустили на несколько десятков метров восточнее, чем до установления обелиска.
30 декабря 1982 года введена новая линия по ул. Курчатова и Будённого от ул. 50-летия СССР до ул. Карпинского (теперь до квартала Комарова и 50-летия Октября со стороны центра можно было добраться по ул. Ломоносова — новые маршруты № 55 и № 56 и по ул. Будённого — маршруты № 53 и № 54).
9 декабря 1983 года введена новая линия от квартала Гаевого до Экспериментальной базы (пгт Юбилейное), а также разворот у остановки «ул. Чапаева» с западного направления по ул. Линёва, пущен маршрут № 57 «ул. Чапаева — Экспериментальная база (пгт Юбилейное)».

### Маршруты на 1 января 1985 года
- 51 Автовокзал — квартал Гаевого
- 52 квартал 50-летия Октября — квартал Гаевого
- 53 квартал 50-летия Октября — ул. Будённого — Автовокзал
- 54 квартал Комарова — ул. Будённого — квартал Гаевого
- 55 Автовокзал — ул. Ломоносова — квартал Комарова
- 56 квартал 50-летия Октября — ул. Ломоносова — Дворец Спорта
- 57 ул. Чапаева — Пос. Юбилейный

Во второй половине 1988 года введена новая линия от квартала Гаевого по ул. Павловской и Черноморской до квартала Южный, сюда продлён маршрут № 51 «Автовокзал — квартал „Южный“».
В 1992 году маршрут № 51 вернулся с квартала «Южный» до квартала Гаевого и пущен маршрут № 58 «Центральный рынок — квартал „Южный“».
В 1993—1994 году закрыт маршрут № 56.

### Маршруты на 1 января 1995 года
- 51 Автовокзал — квартал Гаевого
- 52 квартал 50-летия Октября — завод имени Пархоменко (на пару остановок ближе квартала Гаевого)
- 53 квартал 50-летия Октября — ул. Будённого — Автовокзал
- 54 квартал Комарова — ул. Будённого — квартал Гаевого
- 55 Автовокзал — ул. Ломоносова — квартал Комарова
- 57 ул. Чапаева — Пос. Юбилейный
- 58 Центральный рынок — квартал «Южный»

30 сентября 2000 года маршруты № 51 и № 58 объединены в маршрут № 51 «Автовокзал — квартал „Южный“».
2 февраля 2001 года маршрут № 57 продлён от ул. Чапаева до Центрального рынка: «Центральный рынок — Экспериментальная база (пгт Юбилейное)».
В 2003 году закрыты маршруты № 52 и № 55 из-за нехватки подвижного состава, маршрут № 52 восстановлен 3 декабря 2009 года.
18 сентября 2010 года введена новая линия от квартала «Южный» по ул. Победоносной и 2-й Краснознаменной до квартала «Мирный», продлён маршрут № 52 «квартал "Мирный"-квартал 50-летия Октября».
В конце ноябре 2013 года восстановлен 58 маршрут, также в начале декабря этого года, восстановлен 56 маршрут.
С 6-7 апреля, из-за баррикады, западная часть временно прекратились курсировать. Также курсировали 52а, 53 и 53/54 маршрутах, но 52а закрыт в 9 апреле из-за опасной территории баррикады, вскоре это же маршрут восстановлен в 24 апреля. 15 апреля восстановлен западной части, курсировали 51а, 57 (временно прекратились курсировать с мая по июня) и 58 маршрута. На троих маршрутах западной части, троллейбусы базарили на кольце кв. Гаевого как ночные стоянки, так и в восточной части в троллейбусном парке.
С 15 июля 2014 года по 11 апреля 2015 движение троллейбусов было остановлено из-за боевых действий.

### Маршруты на 1 июля 2015 года
С 11 апреля 2015 года движение троллейбусов было восстановлено по маршрутам 51, 52, на линии ежедневно выпускается 15-16 троллейбусов: 6-7 на 51-й маршрут и 8-10 — на 52-й.
Во ll квартале 2015 года также курсировал один троллейбус на 54 маршруте.
С апреля того же года вышли все троллейбусы Тролзы, Богдан (13 из 16) и ЮМЗ Т1 (3 из 5). А Шкоды (6 из 6) так и не были восстановлены.

### Маршруты на 8 декабря 2016 года
51 Автовокзал — Спорткомплекс «Динамо», на маршруте 1 троллейбус
53 Автовокзал — Квартал 50 лет Октября, на маршруте 1 троллейбус
56 Спорткомплекс «Динамо» — Квартал 50 лет Октября, на маршруте от 8 до 10 троллейбусов              
В начале февраля 2016 года, из-за обрушения моста, троллейбусы курсировали до ДС "Динамо", на этом месяце вышли один троллейбус на 53 и несколько на 54. 54 маршрут закрыт в июле 2016 из-за отсутствия пассажиропотока.
После открытия нового моста, 51 и 52 маршруты курсировали как до обрушения моста, а 51 маршрут закрыт из-за нехватки подвижного состава. 51 маршрут восстановлен в феврале 2017 году, также вышел 58 маршрут одного троллейбуса.
В январе 2017 году, троллейбусная система довела до кризиса из-за отсутствия средств, все Тролзы временно отстранены от эксплуатации.
С мая по июля этого года продолжали достроить мост, маршруты вернулись до ДС "Динамо", а с 1 июля 2017 года после достройки вернулись с прежним маршрутом. Также 53 маршрут закрыт из-за отсутствия пассажиропотока. С 1 августа вышли 3 из 6 Тролз на маршруты, но последние Тролзы курсировали до 7 марта 2018 года. С ноября 2017 года один троллейбус курсировал безномерный маршрут "Южный - 50 лет Октября", маршрут перестал курсировать в 2018 году. Также 51 маршрут закрыт из-за нехватки подвижного состава в lV квартале 2018 года.

### Маршруты на 1 января 2021 года
52 Квартал Мирный — Квартал 50 лет октября
На апреле 2019 году был действовал только 52 маршрут, вероятно, на пасхе этого года также один троллейбус на 53 маршруте. Курсировали 8-10 троллейбус, а в начале 2020 году до 4-6 троллейбусов. Во время и после карантина с 1 мая троллейбус временно закрыт, а с начала июня того года восстановлен маршрут 52, курсировали 2 троллейбуса, а в конце этого года до 4-5 троллейбусов. На сентябре 2021 года, в большинстве стали донорами, средств нет катастрофически, курсировали от 2 до 3-4 троллейбуса. В последние два года курсировали, возможно, в час пик. Из-за демонтажа, 52 закрыт, троллейбусы стали курсировать по два троллейбуса на 58 маршруте в июле 2022 года, в этом времени троллейбусная линия закрыта.

### Закрытие
19 июля 2022 года троллейбусное движение прекращено, контактная сеть снята.
18 января 2023 года предприятие «Луганскэлектротранс» прекратило свое существование.

## Подвижной состав
Ранее на маршрутах города работали следующие типы подвижного состава:
- МТБ-82 (2 машины) в 1962—1969
- СВАРЗ-МТБЭС (5 машин) в 1962—1969 из Москвы
- ЗИУ-5 (31 машина) в 1962—1976
- Киев-5 (К5-ЛА) (64 машины) в 1963—1970 из Киева
- Киев-4 (26 машин) в 1968—1975
- Киев-6 (11 машин) в 1969—1976
- Škoda 9Tr (127 машин) в 1971—2008
- ЮМЗ-Т1Р (4 машины) в 1993–2022 годах
- Богдан Т601.10[укр.] (14 машин) в 2009–2022 годах.